# The Warrens of Virginia (film, 1924)
Pour l’article homonyme, voir The Warrens of Virginia.
Pour plus de détails, voir Fiche technique et Distribution.
The Warrens of Virginia est un film américain réalisé par Elmer Clifton, sorti en 1924.

## Synopsis
Burton, officier de l'armée de l'Union, est envoyé en captivité par les Confédérés dans la maison de sa bien-aimée afin qu'ils puissent obtenir de fausses dépêches. Burton sacrifie son amour et risque d'être pendu en tant qu'espion quand Betty interprète mal ses motivations. Alors qu'il est sur le point d'être exécuté, on apprend que Lee s'est rendu, et Betty lui sauve la vie. Après la guerre, les malentendus sont dissipés, et leur histoire d'amour peut reprendre.

## Fiche technique
- Réalisation : Elmer Clifton
- Scénario : William C. de Mille d'après The Warrens of Virginia de William C. de Mille
- Production : Fox Film Corporation
- Genre : Romance historique[1]
- Durée : 7 bobines
- Date de sortie : 12 octobre 1924

## Distribution
- George Backus : General Warren
- Rosemary Hill : Betty Warren
- Martha Mansfield : Agatha Warren
- Robert Andrews (en) : Arthur Warren
- Wilfred Lytell : Ned Burton
- Harlan Knight (en) : Pap
- James Turfler : Danny
- Helen Ray Kyle : The Little Reb
- Wilbur J. Fox : Ulysses S. Grant
- J. Barney Sherry : Robert E. Lee
- Frank Andrews : General Griffin

## Production
Le film a été tourné à San Antonio au Texas. Lors du tournage, le costume de l'actrice Martha Mansfield prend feu, sans doute à cause d'une allumette mal éteinte. Elle meurt des suites de ses brulures à l'hôpital le lendemain. Comme la plupart de ses scènes avaient déjà été tournés, la production du film a quand même continué.